# Contamine-Sarzin
Contamine-Sarzin este o comună în departamentul Haute-Savoie din sud-estul Franței. În 2009 avea o populație de 561 de locuitori.

## Evoluția populației
| An        | 1975 | 1982 | 1990 | 1999 | 2006 | 2009 |
| --------- | ---- | ---- | ---- | ---- | ---- | ---- |
| Populație | 158  | 190  | 293  | 350  | 512  | 561  |